# رونار نورمانن
رونار نورمانن (بالنرويجية البوكمول: Runar Normann)‏ (1 مارس 1978 بهارستاد في النرويج - ) هو لاعب كرة قدم نرويجي في مركز الوسط. شارك مع منتخب النرويج تحت 21 سنة لكرة القدم. أما مع النوادي، فقد لعب مع ترومسو إيدريتسلاغ وكوفنتري سيتي ونادي بران ونادي فوليرينغا ونادي ليلستروم وTromsdalen UIL ‏ وHarstad IL ‏.

## وصلات خارجية
- رونار نورمانن على موقع اتحاد النرويج (النرويجية)
- رونار نورمانن على موقع قاعدة بيانات كرة القدم.إي يو (الإنجليزية)
- رونار نورمانن على موقع Soccerbase.com (لاعب) (الإنجليزية)
- رونار نورمانن على موقع عالم كرة القدم.نت (الإنجليزية)